# Carlos Manuel Muñiz
Carlos Manuel Muñiz (Buenos Aires, 2 de febrero de 1922-ibídem, 31 de octubre de 2007) fue un político y diplomático argentino, Ministro de Relaciones Exteriores durante la presidencia de José María Guido. Además, se desempeñó como embajador argentino en Bolivia, en Brasil, en Estados Unidos, y ante las Naciones Unidas.

## Carrera

### Carrera académica
Egresó de abogado de la Universidad de Buenos Aires (UBA), donde se doctoró y tiempo después sería docente en Derecho Constitucional y Derecho Internacional Público en la misma universidad, como así también en la Universidad Nacional de La Plata y la Universidad Católica de La Plata. Integró la Academia Nacional de Derecho y Ciencias Sociales y la Academia Nacional de Ciencias Morales y Políticas, y escribió una decena de libros sobre derecho y política internacional.

### Carrera política
Durante la dictadura autodenominada Revolución Libertadora, fue subsecretario de Interior y Justicia (en 1955) y subsecretario del Interior entre 1955 y 1956.

### Carrera diplomática

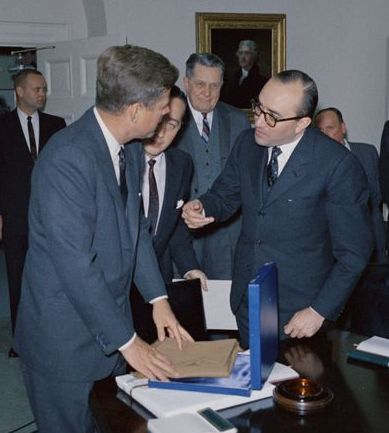
Muñiz le entrega un poncho de vicuña al presidente estadounidense John F. Kennedy (enero de 1963).

Fue embajador en Bolivia (1956-1958) y en Brasil (1959-1962). En este último destino fue nombrado por el presidente Arturo Frondizi, en un contexto donde se habían replanteado las relaciones bilaterales con Brasil. En 1961 la Cancillería Argentina hizo un ofrecimiento de buenos oficios para reparar las relaciones entre Cuba y Estados Unidos. Muñiz había sido propuesto como enviado de Argentina ante el gobierno de Fidel Castro.

#### Ministro de Relaciones Exteriores
Entre 1962 y 1963 se desempeñó como ministro de Relaciones Exteriores y Culto. Bajo su iniciativa se creó el Instituto del Servicio Exterior de la Nación (ISEN), para formar al cuerpo diplomático argentino.
Asumió el cargo tras una reestructuración en el gabinete. Al juramentar a su equipo, expresó los puntos de su gestión: «la diplomacia como vocación y la percepción de la situación de Cuba en un contexto hemisférico», buscando una «solidaridad activa en el continente», en abandono del tradicional neutralismo argentino.
Durante su desempeño como ministro, ocurrió la crisis de los misiles en Cuba. En ese marco, el gobierno argentino dio un giro en su política exterior, colocándose del lado de Estados Unidos por primera vez desde 1945, y abandonando el tradicional respeto por el principio de no intervención. Esto se debió a la ayuda económica estadounidense dada al gobierno de José María Guido, que enfrentaba una crisis económica. El país necesitaba renovar varios créditos con bancos europeos y estadounidenses, y organismos financieros internacionales como el Fondo Monetario Internacional (FMI).
En octubre de 1962, en la Organización de los Estados Americanos (OEA), el embajador argentino Rodolfo Weidmann, recibió instrucciones de la Cancillería para apoyar la convocatoria a una reunión de consulta realizada por los Estados Unidos, en conformidad con el artículo 12 del Tratado Interamericano de Asistencia Recíproca (TIAR). Muñiz aprovechó la situación para tomar la delantera frente a los países latinoamericanos, especialmente México y Brasil. Su decisión fue avalada por los jefes de las fuerzas armadas.
El secretario de Estado estadounidense Dean Rusk agradeció a la representación argentina. La OEA decidió unánimemente convocar el órgano de consulta, actuando el Consejo de la OEA como tal de forma provisoria. Rusk presentó luego un proyecto de resolución aprobado por los 20 Estados miembros que sancionó el bloqueo naval hacia Cuba y puso en práctica medidas militares. Argentina, en su inmediato apoyo a los Estados Unidos, anunció la partida de los destructores ARA Rosales y ARA Espora de la Armada, siendo así el primer país latinoamericano en enviar ayuda militar. Posteriormente, la Fuerza Aérea envió un grupo conformado por tres aviones y Muñiz anunció la participación del Ejército, expresando además que en caso de ser necesario, instruiría una brigada de 10.000 hombres para el «mantenimiento de la paz continental».
La Cancillería envió instrucciones al embajador Weidmann para que presentara una resolución que lograse coordinar las contribuciones militares, buscando crear una fuerza de intervención interamericana. La misma fue aprobada por unanimidad. Sin embargo, en el mes de noviembre se anunció el fin del bloqueo naval.
Además de la cuestión económica, la participación militar argentina también se debió a la creciente influencia del Departamento de Defensa de los Estados Unidos en las Fuerzas Armadas, en particular en Juan Carlos Onganía, jefe del Ejército, quien tres años más tarde encabezaría el golpe de Estado contra Arturo Umberto Illia y profundizaría el vínculo bilateral con Estados Unidos.
En enero de 1963 Muñiz viajó a Estados Unidos, en una misión para discutir la situación económica y financiera argentina con el presidente John F. Kennedy. Muñiz buscaba ayuda de emergencia, especialmente con el fin de renovar un crédito standby del FMI. Junto con el embajador argentino Roberto Alemann, le denunciaron que la cúpula militar amenazaba al gobierno de Guido en caso de que la economía no mejorase. Posteriormente rectificó sus dichos al reunirse con el secretario de Estado Rusk. Al mismo tiempo, en agradecimiento al apoyo argentino en la crisis de los misiles, Muñiz fue recibido con honores propios de un Jefe de Estado por parte de Kennedy y Rusk.

#### Estados Unidos y Naciones Unidas
Posteriormente Muñiz fue embajador en los Estados Unidos (1971-1973), y ante la Organización de las Naciones Unidas (ONU) entre 1982 y 1986. Allí, se encargó de la estrategia política argentina a favor de la negociación pacífica con el Reino Unido acerca de la disputa de las islas Malvinas, instrumentada tras la guerra de 1982. El embajador logró contar con apoyo internacional, obteniendo varios proyectos de respaldo a la posición argentina. En ese mismo período fue embajador concurrente en Bahamas y Barbados.

### Años posteriores
Fue presidente del Consejo Argentino para las Relaciones Internacionales (CARI), institución fundada en 1978. También ha contribuido para que Buenos Aires sea la sede de la Secretaría del Tratado Antártico.

## Distinciones
En 1979 el Rotary Club de Buenos Aires le otorgó el «Laurel de Plata al Internacionalista del Año» y en 1996 los Rotary Club de Buenos Aires y Santiago de Chile lo premiaron con el premio Trasandino. Recibió el diploma al mérito de la Fundación Konex, y los premios Konex de platino y brillante.